# Asociación para Mujeres en el Deporte Profesional
La Asociación para Mujeres en el Deporte Profesional (AMDP)  es una organización española creada en 2016 para luchar los derechos de las mujeres en el deporte profesional y la igualdad de oportunidades.  La asociación reclama la inclusión en la legislación deportiva de un capítulo específico sobre deporte femenino, reivindica el cumplimiento de la ley de igualdad de 2007, denuncia la discriminación actual no solo en diferencia salarial sino en derechos sociales, entre ellos la falta de protección de derechos de maternidad para las mujeres en el deporte profesional.

## Antecedentes del deporte femenino en España
Deportistas españolas compitieron en los Juegos Olímpicos de París en 1924 y de Roma en 1960. La Guerra Civil Española y el triunfo del franquismo hizo retroceder durante décadas el ideal progresista y modernizador del deporte femenino impulsado por el gobierno de la II República. A partir de la transición en 1975 se plantea la incorporación de la mujer en ámbitos sociales como el trabajo, la educación y la política. En 1980 se aprueba la Ley de 13/1980, de 31 de marzo, General de la Cultura Física y del Deporte, que propicia el debate social sobre el papel de la mujer en el deporte. A partir de los Juegos Olímpicos de los Ángeles de 1984 se produce un incremento paulatino de las mujeres en todas las esferas del deporte y especialmente en el deporte de alta competición y en los Juegos Olímpicos de Barcelona de 1992 la presencia de deportistas españolas se consolida con una representación de casi el 30 % consiguiendo las primeras medallas de oro femeninas para el deporte español. En los juegos olímpicos de Pekín de 2008 la presencia de mujeres superó el 43 % y en los Juegos Olímpicos de Londres de 2012 por primera vez superaron el medallero a deportistas masculinos consiguiendo 11 medallas. El avance sin embargo no se corresponde con la situación en la que se encuentran en las organizaciones deportivas y ni en la legislación.

## Contexto actual
Con frecuencia las deportistas españolas no tienen contratos de trabajo, no cotizan a la Seguridad Social, apenas tienen reconocidos derechos laborales, a lo largo de su carrera se enfrentan a graves problemas económicos para desarrollar su actividad y por lo general no reciben apoyo de las federaciones y organismos deportivos. 
La ley de igualdad de 2007, en su artículo 29 menciona el deporte instando a promover el deporte femenino por parte del gobierno español, garantizando la igualdad real y efectiva entre mujeres y hombres y favoreciendo la efectiva apertura en las disciplinas deportivas a las mujeres, mediante el desarrollo de programas específicos en todas las etapas de la vida y en todos los niveles, incluidos los de responsabilidad y decisión. Al amparo de la Orden Pre/525/2005, de 7 de marzo, se creó por primera vez una Unidad con carácter permanente para desarrollar el programa de «Mujer y Deporte». Desde que en 2007 el Consejo Superior de Deportes empezó a conceder ayudas a los programas de Mujer y Deporte de 17 federaciones españolas, en 2013 han sido 47 las federaciones subvencionadas, suponiendo un incremento del 74%. Sin embargo las mujeres continúan enfrentándose a serias dificultades en el acceso a los puestos de dirección en las organizaciones deportivas y continúa la discriminación. Y con frecuencia las deportistas denuncian que algunos de los órganos creados «intentan cubrir el expediente» y justificar que «se hace algo» pero no enfrentan los graves problemas de discriminación.
Por otro lado se enfrentan con frecuencia situaciones específicas de abuso y acoso sexual en el deporte denunciado en diversos países.

### Invisibilización y estereotipos en los medios
La escasa visibilidad en los medios de comunicación de las deportistas profesiones, según investigaciones, agrava la situación. A pesar de su triunfo en las olimpiadas, las mujeres deportistas siguen vistas desde una perspectiva amateur y no profesional denuncia la asociación. Una de las claves del cambio por el que lucha la asociación está en el trabajo en el mundo educativo y en las escuelas y universidades de formación. La desigualdad en el deporte de las mujeres se plantea en diferentes ámbitos: económicos, legales, en los medios de comunicación,  «los triunfos en baloncesto de mujeres y hombres fueron similares, pero, sin embargo, ellas disminuían su presencia. A pesar de haber ganado trofeos o haber sido semifinalistas en las olimpiadas. Daba igual el deporte,» denuncia  Clara Sainz de Baranda, profesora e investigadora del departamento de  Comunicación de la Universidad Carlos III de Madrid, especialista en deporte femenino y vicepresidenta de la asociación. Según la investigación de Sainz de Baranda, las mujeres, en la prensa deportiva española solo son protagonistas del  5,1% de las noticias y en casi la mitad de estos casos las referencias se limitan a un breve. En el 1,9% por ciento de las noticias el nombre propio de las mujeres ocupa el titular, cuando la presencia del nombre masculino es del 64%.

## Objetivos
Entre los objetivos de la asociación destaca que la nueva Ley del Deporte contemple un capítulo específico para el deporte femenino que resuelva las deficiencias e irregularidades actuales y avance en el camino hacia la igualdad. También reivindica el cumplimiento de la Ley de Igualdad en España en 2007 con respecto al deporte femenino.  
La AMDP recuerda por otro lado el compromiso que deben asumir los medios de comunicación públicos y de manera especial RTVE financiada con dinero público para hacer visible el deporte femenino.
Entre sus prioridades de trabajo señala:
- La ley del deporte con un capítulo específico sobre el deporte femenino
- El estatuto del deportista
- 50 % de la cuota de pantalla de la televisión pública y de los fondos públicos dedicados al deporte, para el deporte femenino
- Consideración de las Asociaciones de Deportistas como interlocutoras sociales.

- Inclusión del deporte femenino en Quinielas de Loterías y Apuestas del Estado
- Inclusión como destinatarias a las asociaciones de mujeres deportivas además de las federaciones, en el programa Mujer y Deporte.
- Seguimiento de los fondos de las Federaciones, tanto nacionales como autónomas.
- Seguimiento de los fondos invertidos por los patrocinadores para que lleguen realmente a las deportistas
- Inclusión de asignaturas en INEF y Periodismo sobre derecho deportivo y género
- Adecuación de los programas de formación e inserción laboral tras la retirada de deportistas.

## Junta Directiva
La asociación creada en junio de 2016 está presidida por la comunicadora y deportista Mar Mas que asume la presidencia de la asociación. Su secretaria general es Pilar Calvo, campeona de España de tiro al plato. En 2018 se incorporaron como vicepresidentas de la organización Carolina de Pando,  presidenta del club de esgrima Bahía de Cádiz y responsable de la comisión Mujer y Deporte desde la Real Federación Española de Esgrima y Clara Sainz de Baranda, profesora del departamento de Comunicación de la Universidad Carlos III de Madrid, especialista en deporte femenino.
En la actualidad la asociación tiene sede en Madrid y Palma de Mallorca.

## Premios y reconocimientos
- 2019 Premio Nacional ‘8 de marzo’ de Getafe.[16]